# Psiloniscus
Psiloniscus is een geslacht van kevers uit de familie  
kniptorren (Elateridae).
Het geslacht is voor het eerst wetenschappelijk beschreven in 1860 door Candèze.

## Soorten
Het geslacht omvat de volgende soorten:
- Psiloniscus apicalis (Chevrolat, 1835)
- Psiloniscus borborulus Candèze, 1860
- Psiloniscus brunneus Candèze, 1860
- Psiloniscus costaricensis Champion, 1895
- Psiloniscus sticticus Candèze, 1860